# Stichting Willem van der Vorm

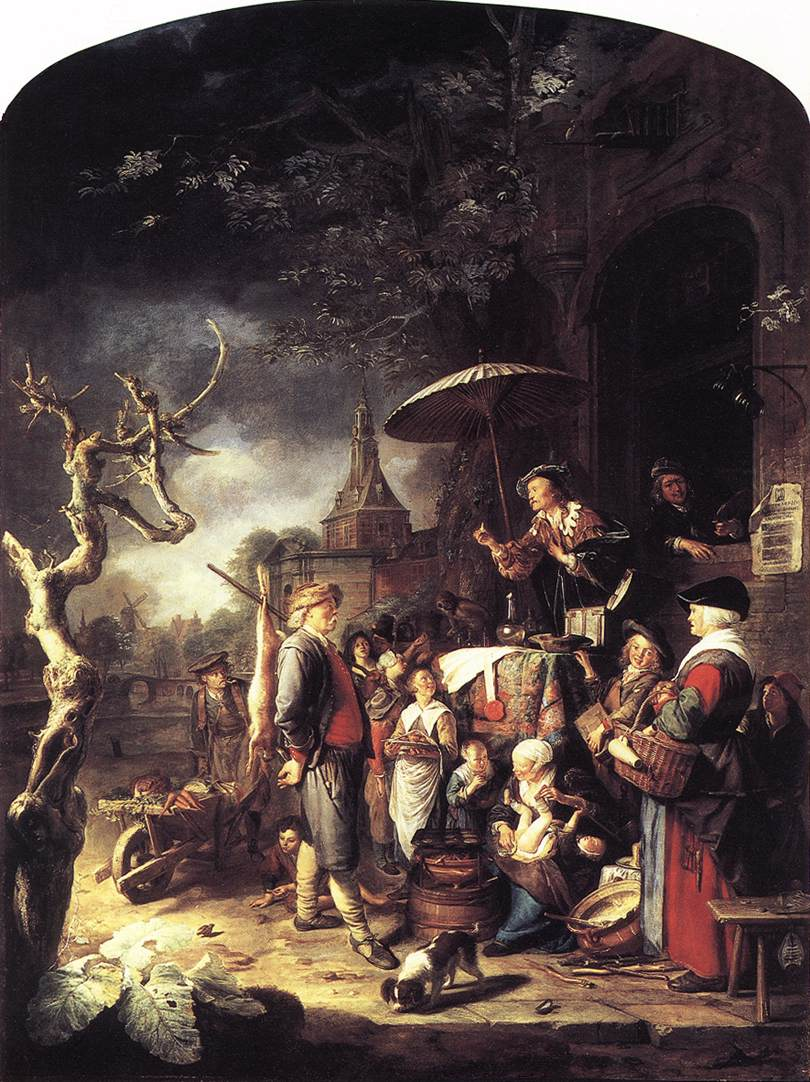
De kwakzalver van Gerard Dou uit 1652 werd in 1939 door Van der Vorm aan museum Boijmans geschonken

De Stichting Willem van der Vorm is een stichting die de kunstverzameling van de Rotterdamse koopman en reder Willem van der Vorm (1873-1957) beheert.

## Verzameling
Van der Vorms interesse voor beeldende kunst, daarin geadviseerd door Museum Boijmans van Beuningen directeur Dirk Hannema, ging vooral uit naar de Haagse School en de School van Barbizon. Later kocht hij ook werk van 17e-eeuwse Hollandse meesters zoals Jan van Goyen, Aert van der Neer, Willem Kalf en Adriaen van Ostade. Hij stelde deze stukken ter beschikking aan Nederlandse musea in voortdurende bruikleen. Zo wist hij een aantal kunstwerken te behoeden voor vertrek naar het buitenland.
De kunstverzameling van Willem van der Vorm, die na zijn dood in beheer kwam van de stichting, werd in 1994 tentoongesteld in het Museum Boijmans Van Beuningen te Rotterdam. Bij deze gelegenheid werd een catalogus uitgegeven. De 93 schilderijen tellende collectie is kunsthistorisch en esthetisch van hoogstaande waarde. Ze is 1997 in langdurige bruikleen gegeven aan Museum Boijmans Van Beuningen. De Stichting Willem van der Vorm ziet toe op de naleving van de bruikleenovereenkomsten met betrekking tot de collectie.

## Galerij
De Willem van der Vorm galerij is een ruimte direct achter de garderobe in het vrij toegankelijke entreegebied van het museum. Hier zijn tijdelijke tentoonstellingen te zien. De stichting heeft aan het tot stand komen van de ruimte een grote bijdrage geleverd.